# Alessandro Donati
Alessandro Donati (Atri, Província de Teramo, 8 de maig de 1979) va ser un ciclista italià professional del 2004 al 2012. Un cop retirat, s'ha dedicat a la direcció esportiva.

## Palmarès
- 2003
  - 1r a la Copa Messapica
- 2003
  - 1r a la Copa San Sabino

### Resultats al Giro d'Itàlia
- 2009. 109è de la Classificació general
- 2010. 75è de la Classificació general